# Baidoa
Baidoa (somali:  Baydhabo, em árabe: بيدوا) é uma cidade no centro-sul da Somália, situada a 200 quilômetros a noroeste da capital Mogadíscio. É a capital interina do governo provisório do país, apoiado pela comunidade internacional, mas não reconhecido internamente.